# Pasias
Pasias Simon, 1895 è un genere di ragni appartenente alla famiglia Thomisidae.

## Distribuzione
Le tre specie note di questo genere sono state rinvenute in India e nelle Filippine

## Tassonomia
Non sono stati esaminati esemplari di questo genere dal 2005.
A dicembre 2014, si compone di tre specie:
- Pasias luzonus Simon, 1895[2] — Filippine
- Pasias marathas Tikader, 1965 — India
- Pasias puspagiri Tikader, 1963 — India